# كاردي
كاردي هي كومونا في مقاطعة كونية في منطقة بيمنتة الإيطالية تقع على بعد 40 كيلومتر (25 ميل) جنوب غرب تورينو و 40 كيلومتر (25 ميل) شمال كونية. اعتبارًا من 31 ديسمبر 2004 كان عدد سكانها 1،077 نسمة ومساحتها 19.3 كيلومتر مربع (7.5 ميل2).
تقع كاردي على حدود البلديات التالية: باردجي وموريتا وريفلو وسالوزو وفيلافرانكا بيومنتي.